# 麒麟街道 (柳州市)
麒麟街道，是中华人民共和国广西壮族自治区柳州市鱼峰区下辖的一个乡镇级行政单位。

## 行政区划
麒麟街道下辖以下地区：
双龙社区、元江社区、西江社区、西船社区、南亚社区、凤起社区、民泰社区和水南村。